# Васален данък
Васален данък или трибут (от латински: tributum – „данък“, „налог“ или/и от tribuo – „отдавам“, „давам“, „плащам данък“) е васално плащане, удостоверяващо или установяващо правоотношения между суверен и васал. В миналото, различни държави събират данъци от владетелите на земи, които са покорили или заплашват да покорят. В случаите на военен съюз, по-слабата страна може да плаща данък на по-силната като знак за вярност и често за финансиране на проекти, облагодетелстващи и двете страни. Плащанията, превеждани от по-силна страна към по-слаба такава, обикновено се описват като субсидии.